# Calle París
Calle París est un groupe de pop rock espagnol, originaire de Madrid. Il est formé en 2008 par Patricia et Paul Dahan.

## Histoire
Patricia et Paul sont des frères et sœurs nés à Madrid, enfants du chanteur français Georgie Dann et d'Emy, originaire de Catalogne (l'une de ses danseuses, qu'il a épousée en 1974). Possédant la double nationalité français-espagnol et bilingues, issus d'une famille de musiciens, ils commencent à composer, à écrire et à jouer des instruments dès leur plus jeune âge. Chacun a ses propres projets musicaux jusqu'à ce que, alors qu'ils étudient la communication audiovisuelle à l'université, leur vie prenne un tournant radical lorsqu'ils commencent à travailler ensemble sur plusieurs courts-métrages.
Au début de 2004, ils décident de tenter leur chance ensemble dans la musique. Le nom du groupe, Calle París, vient de ce mélange qui les caractérise (Calle en espagnol, et Paris en français) et s'inspire de la chanson Una calle de París de Duncan Dhu, qu'ils jouaient en fond sonore dans la voiture. Quelques mois plus tard, Patricia est victime d'un grave accident de voiture, ce qui les amène à repenser leur vie. Ils décident de tout abandonner et de miser sur la musique.
Le groupe se fait connaître son premier single, Te esperaré, qui commence à être entendue à la fin de 2008 sur les principales chaînes de radio espagnoles. Cette chanson fait partie de leur premier album, Palabras secretas, sorti le 2 décembre 2008, qui comprend 10 chansons pop, publié par le label Universal/Vale Music. Dans un entretien avec 20 Minutos, Patricia explique qu'ils ont « commencé à jouer dans de très petits clubs. On nous a encouragés à envoyer une démo et finalement nous l'avons fait [...]. Le processus a été long. En un an, nous avons travaillés d'arrache-pied sur l'écriture de chansons jusqu'à ce que nous obtenions le contrat [avec Universal]. » En février 2009, le duo joue un concert acoustique pour la promotion de leur album.
En 2012, ils publient un EP intitulé Huracán, qui comprend quatre chansons inédites et une chanson acoustique. La promotion de cette nouvelle œuvre est donnée avec le single Polvo de estrellas.

## Distinctions
Le 2 octobre 2009, ils sont nommés dans la catégorie du meilleur nouveau groupe à Los 40 Music Awards, aux côtés de Second, Zenttric, Ilsa et Ragdog. Le 11 décembre 2009, ils reçoivent le prix du meilleur nouveau groupe lors du gala des Premios 40 Principales.

## Discographie

### Albums studio
- 2008 : Palabras secretas
- 2012 : Huracán (EP)

### Singles
- 2008 : Te esperaré
- 2009 : Tú, sólo tú
- 2009 : Tienes que hacerlo por ti
- 2012 : Polvo de estrellas
- 2012 : Quedará